# 王士珍
王 士珍（おう しちん）は、清末民初の軍人・政治家。段祺瑞・馮国璋とともに「北洋新軍三傑」と称された人物である。北京政府では国務総理も務めた。字は聘卿。号は冠喬、冠儒。

## 事跡

### 新軍創設の功労者
医師の家系に生まれた。家庭の窮状から弓馬を習うこととし、1878年（光緒4年）に正定鎮標学兵隊に入学した。その後、山海関に赴任している。1885年（光緒11年）、天津武備学堂に入学して、3年後に優秀な成績で卒業する。山海関に戻って督弁随営砲隊学堂に任命された。
1894年（光緒20年）、王士珍は直隷提督葉志超に随って朝鮮に赴任する。日清戦争では、王は平壌防衛戦などで最前線に立つ。王は果敢に日本軍に挑むと同時に、様々な献策や救援要請を行ったが、葉からは尽く拒否された。挙げ句に葉は戦意を喪失して逃亡し、平壌は落城してしまう。王は敗軍を可能な限りまとめて退却した。
1895年（光緒21年）12月、袁世凱が天津小站で新軍の編制を開始する。王士珍は督操営務処会弁兼講武堂総教習に任命され、さらに工程営管帯、工兵徳文堂監督も兼任した。王は高い訓練指導力を発揮して成果をあげ、袁から信任を受けるようになった。袁世凱が山東巡撫に任命されると、王は参謀全省軍務となる。また、日本へ軍事訓練の視察に赴いたこともあった。1900年（光緒26年）、王は義和団の乱の鎮圧に従事した。その一方で、王は山東省内の黄河が決壊した際に、工兵隊を率いてその被害を最小限に抑えている。さらに開墾を行って被災地復興にも貢献するなど、民政でも活躍した。
1902年（光緒28年）春、保定に北洋軍政司が設置されると、王士珍は総参議に任命された。さらに北洋常備軍が編制されると、王は左翼翼長に任命された。その後も、軍学司正使、軍政司正使、北洋軍第2鎮統制官、第6鎮統制官などを歴任した。この間に、王は北洋常備軍の訓練、規律の整備に尽力している。1906年（光緒32年）冬、王は新設の陸軍部で右侍郎に任命された。翌年、江北提督兼塩漕事務に就任した。

### 北京政府の重鎮
1911年（宣統3年）10月、武昌起義が勃発し、辛亥革命が開始された。一時失脚していた袁世凱が内閣総理として国政に復帰すると、王士珍も陸軍大臣として任用された。しかし、王は清朝への忠誠心が強く、清朝が滅亡すると王は職を退いた。1914年（民国3年）、王は陸軍上将銜を授与され、北京政府に加わる。5月には陸海軍大元帥統率弁事処弁事員（坐弁）、模範団籌備処処長などに就任した。1915年（民国4年）8月、段祺瑞の後任として陸軍総長に就任している。1916年（民国5年）4月23日、参謀部総長に任命され、6月6日の袁世凱死後もその地位にあった。
府院の争いでは、王士珍は黎元洪を支持し、対ドイツ宣戦問題でも宣戦反対の立場をとった。1917年（民国6年）5月、黎が段祺瑞を国務総理から罷免すると、王は京畿警備総司令に任命された。李経羲内閣が成立すると、陸軍総長兼参謀部総長となっている。7月、張勲が復辟を行うと、王はこれに参与し、内閣議政大臣、参謀部大臣などに任命された。復辟失敗後は、混乱の責任を取ろうと王は故郷に隠居してしまう。しかし、北京における秩序の維持に貢献したことなどを理由に、段祺瑞から参謀部総長への復帰を許された。
まもなく、段祺瑞率いる安徽派と馮国璋率いる直隷派との間で、南方政府（護法軍政府）への方策をめぐり「武力統一」（安徽派）か「和平統一」（直隷派）かの争いが起きる。11月15日、段が国務総理を辞任すると、馮の支持により、30日に王士珍が署理内閣総理となった。しかしその後、安徽派は奉天派と結ぶなどして巻き返し、さらに王内閣打倒を図る。1918年（民国7年）2月20日、王は病気を口実に辞任した。

### 晩年
1920年（民国9年）12月、王士珍は蘇皖贛三省巡閲使に任命されたが、翌年1月に早くも辞任している。1922年（民国12年）1月、徳威将軍の位を授与された。1925年（民国14年）2月、善後会議議員、軍事整理委員会委員長となっている。晩年の王は、軍事・政治の前線からは退いた。王は京師治安維持会会長などの身分で、北方各派の争いの調停や北京の治安確保、さらには慈善事業などに取り組んでいる。王の活動は、北京を戦禍の被害から免れさせる上で貢献した。1930年（民国19年）7月1日、北平（北京）にて死去。享年70（満68歳）。

## 注
1. ↑  公孫（1993）、218頁。
2. 1 2 3 4 5 6 7 8  徐主編（2007）、61頁。
3. ↑  公孫（1993）、218-219頁。
4. ↑  公孫（1993）、219-221頁。
5. ↑  公孫（1993）、221-222頁。
6. ↑  公孫（1993）、223-224頁。
7. ↑  公孫（1993）、224-225頁。
8. ↑  公孫（1993）、225-226頁。
9. ↑  公孫（1993）、226頁。